# Бјалистоцка агломерација
Бјалистоцка агломерација или Бјалостоцка агломерација (пољ. Aglomeracja Białostocka) је агломерација у Пољској која спада у Подласко војводство. Агломерацију чине: град Бјалисток, 4 сеоске општине и 4 градско-сеоске општине. 
У Бјалистоцкој агломерацији живи око 395.000 људи, а агломерација се простире на површини од 1.521 km². Густина насељености износи око 265 становника по km². Градови и села уз Бјалисток су изгубили пољопривредни карактер и постала су предграђа. Бјалисток је са околним општинама повезан низом функција (инфратруктурном мрежом, комуникационим системом...)
Градови и општине који улазе у састав Бјалистоцке агломерације су:
- Бјалисток - површина 102 km², 295.000 становника (2006)
- Општина Туросњ Кошћелна (пољ. Turośń Kościelna, сеоска општина) - површина 140 km², 5.000 становника
- Општина Јухновјец Кошћелни (пољ. Juchnowiec Kościelny, сеоска општина) - површина 172 km², 13.000 становника
- Општина Добжињево Дуже (пољ. Dobrzyniewo Duże, сеоска општина) - површина 161 km², 8.000 становника
- Општина Заблудов (пољ. Zabłudów, градско-сеоска општина) - површина 348 km², 12.000 становника
  - укључујући град Заблудов - површина 14 km², 2.000 становника
- Општина Василков (пољ. Wasilków, градско-сеоска општина) - површина 127 km², 12.000 становника
  - укључујући град Василков - површина 28 km², 7.000 становника
- Општина Хорошч (пољ. Choroszcz, градско-сеоска општина) - површина 164 km², 13.000 становника 
  - укључујући град Хорошч - површина 17 km², 5.000 становника
- Општина Супрасл (пољ. Supraśl, градско-сеоска општина) - површина 188 km², 12.000 становника
  - укључујући град Супрасл - површина 5 km², 4,5.000 становника
- Општина Лапи (пољ. Łapy, градско-сеоска општина) - површина 127,57km, 23,1.000 становника
  - укључујући град Лапи - површина 12km, 17,3.000 становника